# Podotenoides jeannelianus
Podotenoides jeannelianus är en skalbaggsart som beskrevs av Vladimir Balthasar 1945. Podotenoides jeannelianus ingår i släktet Podotenoides och familjen Aphodiidae. Inga underarter finns listade i Catalogue of Life.